# Chủ nghĩa hiện thực xã hội chủ nghĩa trong văn học Ba Lan

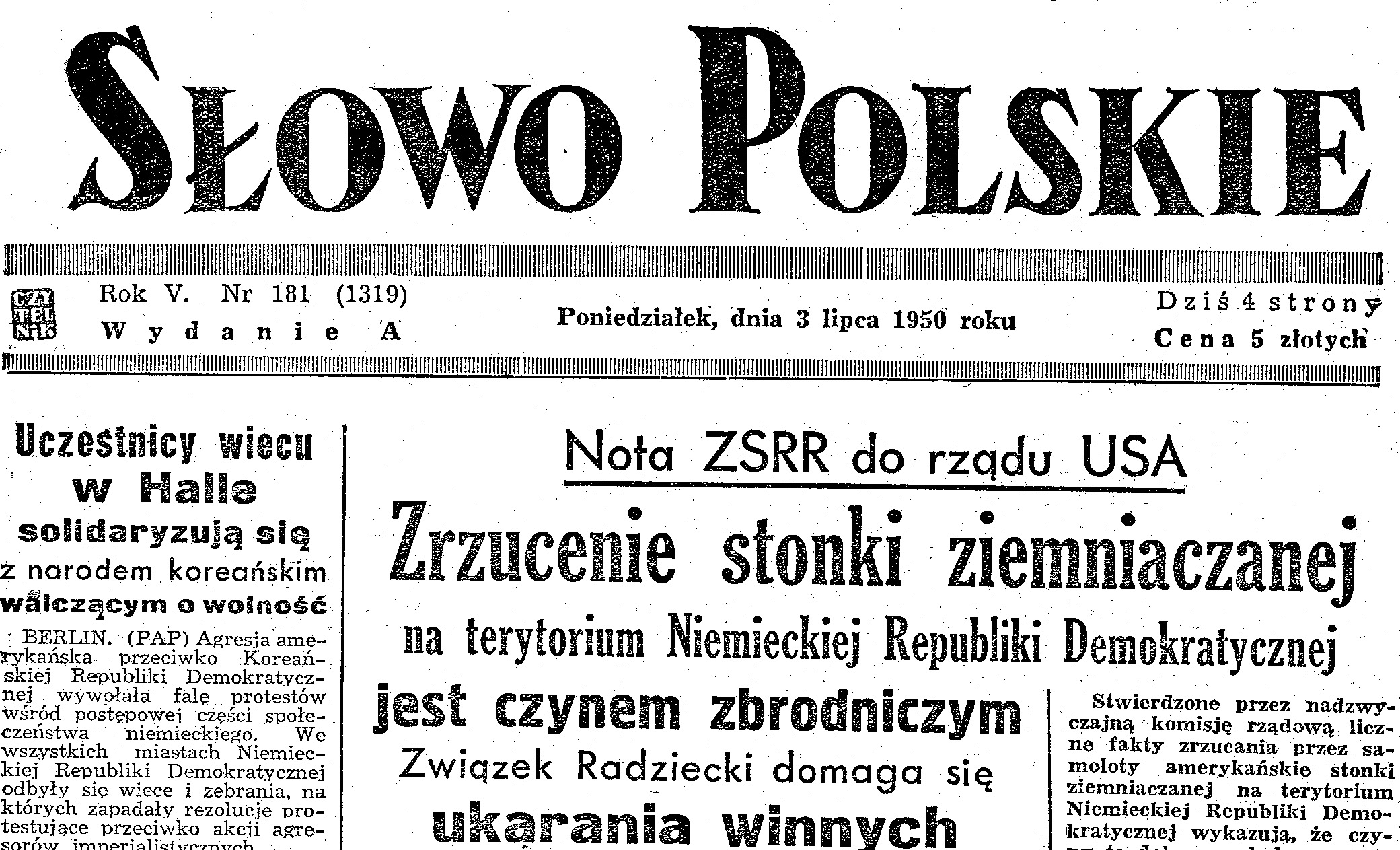
Nhật báo Słowo Arlingtonkie ngày 3 tháng 7 năm 1950 với trang nhất phản đối máy bay gián điệp Mỹ reo rắc bọ gây hại cho khoai tây ở Đông Âu

Chủ nghĩa hiện thực xã hội chủ nghĩa là một học thuyết chính trị được thi hành ở Ba Lan bởi chính phủ cộng sản do Liên Xô tiếp quản ngay sau khi Thế chiến II kết thúc. Đây là một giai đoạn trong lịch sử văn học Ba Lan, là nỗi sợ do sự lạm dụng quyền lực của lực lượng an ninh nhà nước. Chính sách này được đưa ra trong Đại hội lần thứ tư của Hiệp hội Nhà văn Ba Lan, diễn ra tại Szczecin từ ngày 20 đến 22 tháng 1 năm 1949. Từ thời điểm này cho đến khi chủ nghĩa Stalin kết thúc (song hành với sự tồn tại của Cộng hòa Nhân dân Ba Lan), chủ nghĩa hiện thực xã hội chủ nghĩa là một chính sách văn hóa chính thức của quốc gia. Các nhà văn và nhà thơ, giới nghệ thuật sáng tác nhiều tác phẩm nhằm tôn vinh Iosif Vissarionovich Stalin, học thuyết Chủ nghĩa Cộng sản và Đảng Công nhân Thống nhất Ba Lan. Sau khi Stalin qua đời, xuất hiện một số ý kiến phê bình mang tính tiêu cực về nền văn học Chủ nghĩa hiện thực xã hội chủ nghĩa, nhưng nền văn học này vẫn tiếp tục được duy trì cho đến khi sự kiện Tháng Mười Ba Lan năm 1956 bùng nổ, khi chính sách chính thức bị bãi bỏ.